# Đèo Champex
Đèo Champex (tiếng Pháp: "Col de Champex") (độ cao 1470 m.) là một con đèo cao thuộc dãy Anpơ trong bang Valais ở Thụy Sĩ.
Nó gần làng Champex-Lac.